# بيفرلي ويليس
بيفرلي ويليس (بالإنجليزية: Beverly Willis)‏ هي مهندسة معمارية أمريكية، ولدت في 17 فبراير 1928 في تلسا في الولايات المتحدة.